# Digitalis lanata
Digitalis lanata là một loài thực vật có hoa trong họ Mã đề. Loài này được Ehrh. mô tả khoa học đầu tiên năm 1792.

## Hình ảnh

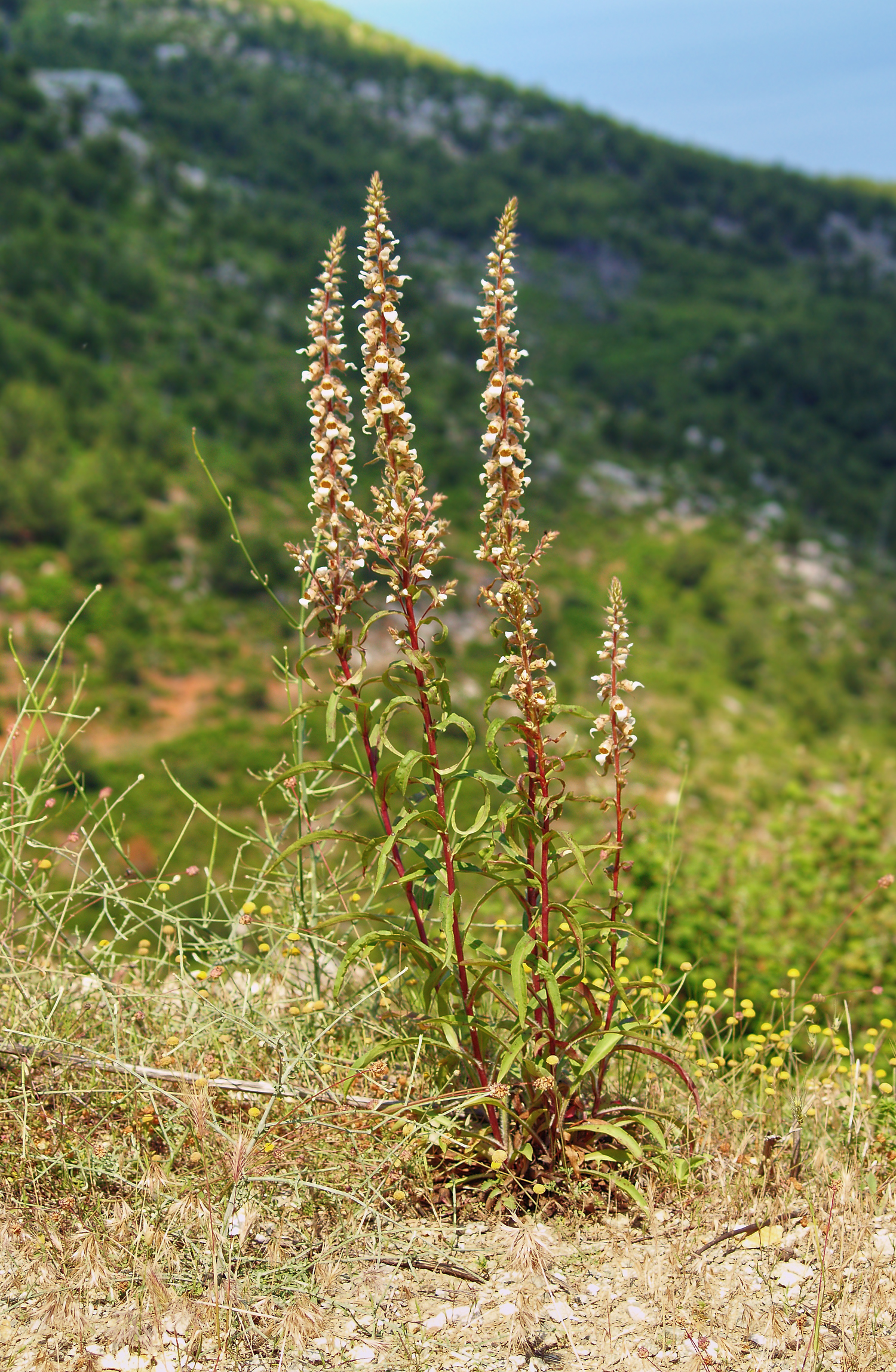
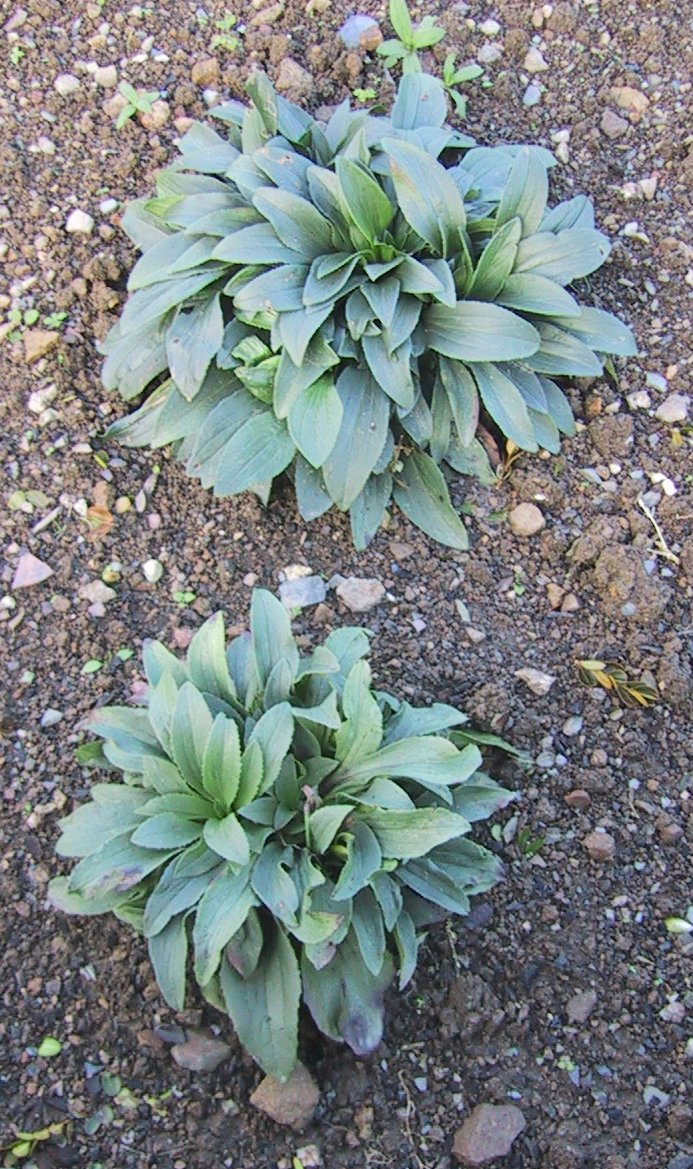
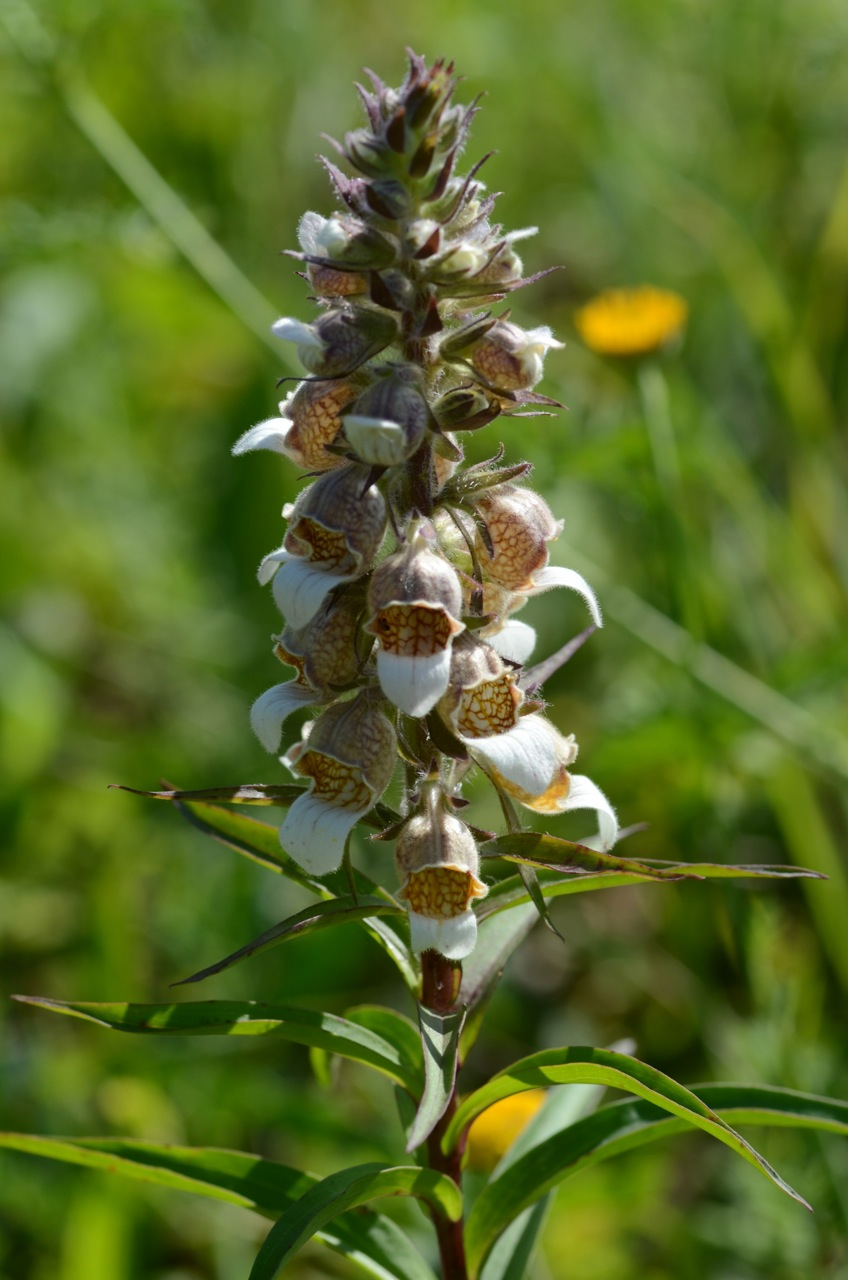
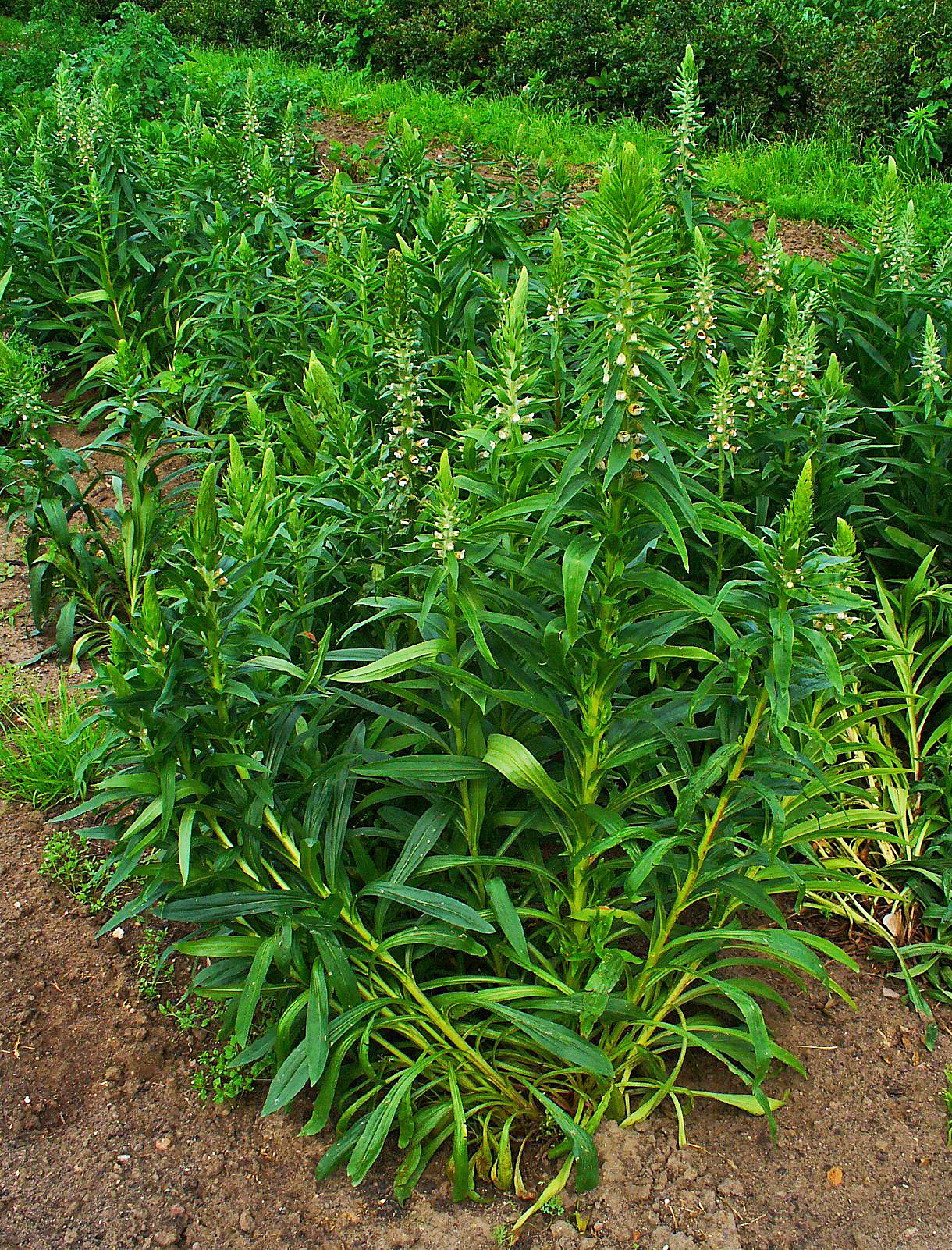